# Зоботское водохранилище
Зоботское водохранилище (нем. Stausee Soboth, словен. Stausee Soboth) — водохранилище в Австрии, созданное в 1990 году, в результате строительства насыпной плотины на ручье Файстриц для питания гидроэлектростанции Коральпе. Искусственный водоём расположен в горной цепи Коральпе, недалеко от коммуны Зобот, рядом с дорогой, соединяющей Лавамюнд и Грац, рядом со словенско-австрийской границей. Водохранилище расположено на высоте 1080 м над уровнем моря. Естественный водосборный бассейн занимает площадь 29,7 км². Водохранилище имеет длину около 2 км, ширину до 500 м, поверхность 0,8 км² и глубина до 80 м.
Требование закона об охране природы о том, что водохранилище должно быть заполнено с точностью до одного метра с 15 июня по 31 октября, составляет основу туристического использования водохранилища. Летом водоём является популярным местом для купания из-за его чистой воды, более прохладного климата, из-за большой возвышенности и естественного окружения, состоящего из покрытых елью холмов.

## Электростанция Коральпе
Электростанция Коральпе была построена в 1987—1991 годах как пассивная накопительная электростанция. В период с 2009 по 2011 год электростанция была расширена до гидроаккумулирующей электростанции. Станция мощностью 50 МВт расположена на берегах реки Драва, недалеко от Лавамюнда, на высоте 339 м над уровнем моря. Вода подается из водохранилища на электростанцию через туннель высокого давления длиной пять километров и линию давления длиной три километра. Максимальная разница высот трубопровода составляет 735,5 м.